# NGC 7698
NGC 7698 (другие обозначения — PGC 71762, UGC 12668, MCG 4-55-29, ZWG 476.69, VV 400, NPM1G +24.0541) — линзообразная галактика (S0) в созвездии Пегас.
Этот объект входит в число перечисленных в оригинальной редакции «Нового общего каталога».